# Uczony w pokoju z krętą klatką schodową

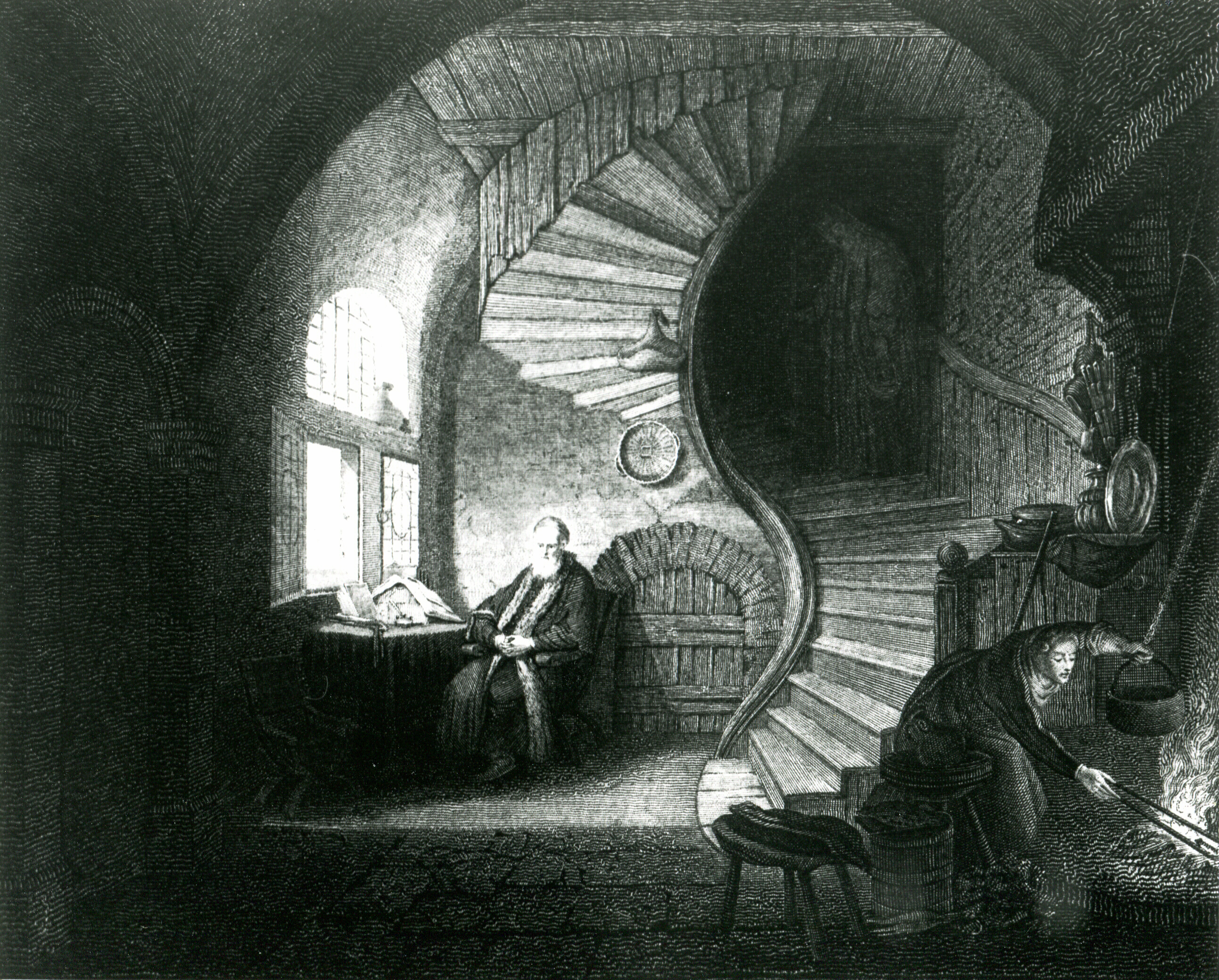
Grafika autorstwa Devilliers wykonana dla Josepha Lavallée, Galerie du Musée

Uczony w pokoju z krętą klatką schodową (Filozof pogrążony w medytacji) – obraz namalowany w 1632 przez holenderskiego malarza Rembrandta.
Obraz został namalowany, gdy malarz mieszkał w Amsterdamie, jednak sposób jego wykonania i wielkość przypomina jego pierwsze dzieła powstałe w Lejdzie. Według interpretacji postacią widoczną z lewej strony jest filozof lub uczony. Siedzi on nieruchomo, z dłońmi splecionymi przed sobą w świetle padającym przez okno. Ze statyczną postacią kontrastuje ruchliwa kobieta ukazana z prawej strony, która podsyca ogień w kominku. Jego blask jest drugim źródłem światła i rozjaśnia starą twarz kobiety. Pomiędzy nimi Rembrandt ukazuje motyw skręconych schodów. Prawdopodobnie widok krętej klatki został skopiowany z książki o perspektywie autorstwa współczesnego mu malarza. Został on wykorzystany kilkakrotnie przez malarza, m.in. w obrazie Filozof z otwartą książką (1814, Luwr).
Obraz znajduje się w Luwrze i jest sygnowany przez malarza: RHL van Rijn 1632. Jak wykazują historycy sztuki jest to bardzo rzadko występujący podpis malarza na jego dziełach.